# Ischnothyreus velox
Ischnothyreus velox är en spindelart som beskrevs av Jackson 1908. Ischnothyreus velox ingår i släktet Ischnothyreus och familjen dansspindlar. Inga underarter finns listade i Catalogue of Life.